# Kappelshamn
Kappelshamn är en småort i Hangvars socken i Gotlands kommun. Den är belägen på norra Gotland vid Kappelshamnsviken nära Fårösund och Lärbro.
I Kappelshamn finns gästhamn, restaurang, idrottsplats med camping och badstrand. På idrottsplatsen Snäckersvallen spelar fotbollsklubben Kappelshamns IK (KIK).
I Kappelshamn finns också motorsportbanan Gotland Ring.
Den 27 mars 2024 beslutade Regeringen att en reservhamn för färjor, varor och förnödenheter samt  militära fartyg och transporter skall anläggas i Kappelshamn. Reservhamnen skall vara färdig senast år 2030.